# Castello di Arco
Il Castello di Arco è un castello situato ad Arco in provincia di Trento. Il castello consiste in un sistema di corpi di fabbrica e fortificazioni che in totale copre una superficie di oltre 23.000 metri quadrati. La costruzione abbraccia la sommità di un ripido scoglio roccioso posto in posizione dominante sopra la piana del Sarca. Il centro storico di Arco sorge alla base di questa formazione rocciosa e pare che il complesso di mura del castello un tempo costituisse un unico sistema difensivo con quelle del borgo sottostante.

## Storia

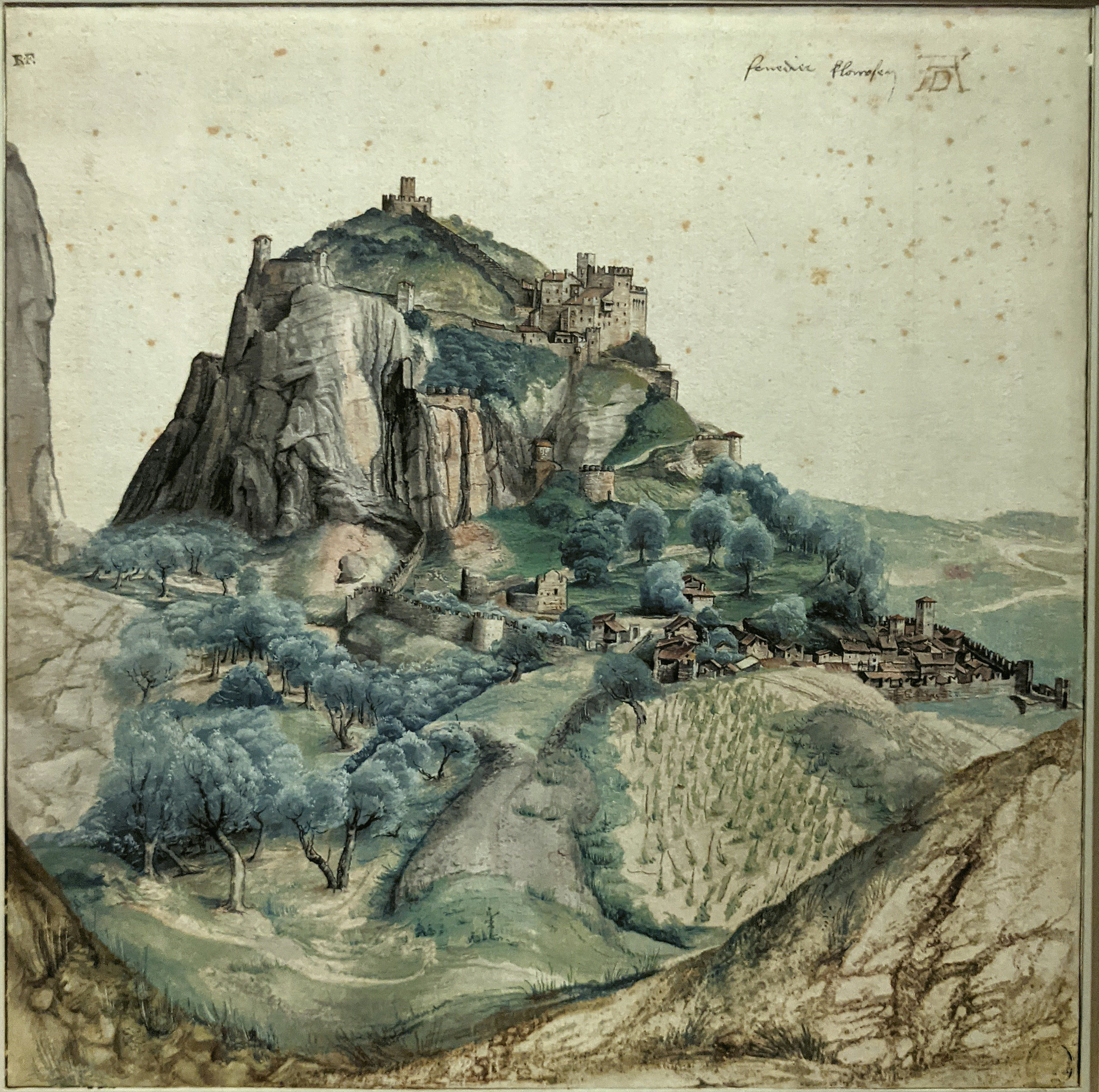
Albrecht Dürer, Fenedier klausen o Vue du Val d'Arco dans le Tyrol méridional, 1495, Département des Arts graphiques, musée du Louvre

Stemma D'Arco

Le prime notizie della sua esistenza risalgono al XII secolo, anche se ci sono testimonianze di tribù che vi trovarono rifugio a partire dal 300 a.C.
L'edificazione si attesta attorno all'anno Mille ad opera dei "nobili liberi" della comunità con scopo difensivo.
Nel 1196 Federico d'Arco dichiara il castello bene allodiale degli abitanti del borgo; successivamente la famiglia dei d'Arco ne divenne unica proprietaria.
Vari e plurimi furono i tentativi d'assalto alla rupe del castello ad opera dei signori di Seiano, dei Lodron e delle truppe della Serenissima Repubblica di Venezia: per quanto il borgo venisse posto sotto attacco e conquistato, il castello riusciva a resistere in ogni occasione.
Nel 1495 l'artista tedesco Albrecht Dürer realizzò un acquerello del castello: da tale riproduzione si evince come il complesso del castello richiamasse allora un piccolo villaggio fortificato.
Nell'agosto del 1579 l'arciduca del Tirolo Ferdinando II fece occupare il castello di Arco e Castel Penede, a Nago, dai propri commissari; i Conti torneranno ad occupare il castello a partire dal 1614.
Il Settecento segna l'inizio del declino del castello; nell'agosto del 1703, durante l'invasione del Trentino nell'ambito della guerra di successione al trono di Spagna, l'armata francese capitanata dal generale Luigi Giuseppe di Borbone-Vendôme penetrò nella zona del Basso Sarca, strinse d'assedio Arco, conquistò la città e bombardò il castello, la cui guarnigione si arrese. Iniziò così la rovina del castello che venne sfruttato come cava di pietra dagli abitanti del borgo sottostante per riparare le case danneggiate dai bombardamenti e costruirne di nuove.
Nel frattempo la famiglia dei Conti d'Arco si divise in due rami: uno dimorava in Arco ed a Mantova, il secondo in Baviera, a Monaco. Il castello rimaneva tuttavia proprietà in parti eguali dei due rami.
Nel 1927 la contessa Giovanna d'Arco, marchesa di Bagno, acquistò il castello, divenendone unica proprietaria; cinquantacinque anni dopo, nel 1982 il Comune di Arco acquistò il castello ed altri beni della Fondazione d'Arco in Mantova.

## Il restauro
Nel 1986 il Servizio Beni Culturali della Provincia autonoma di Trento avviò radicali lavori di restauro consolidando le torri principali e riportando alla luce un pregevole ciclo di affreschi del XIV secolo raffigurante scene di corte come dame e cavalieri che giocano a scacchi, l'uccisione del drago da parte di San Giorgio, l'investitura di un cavaliere e una dama che intreccia ghirlande di rose.

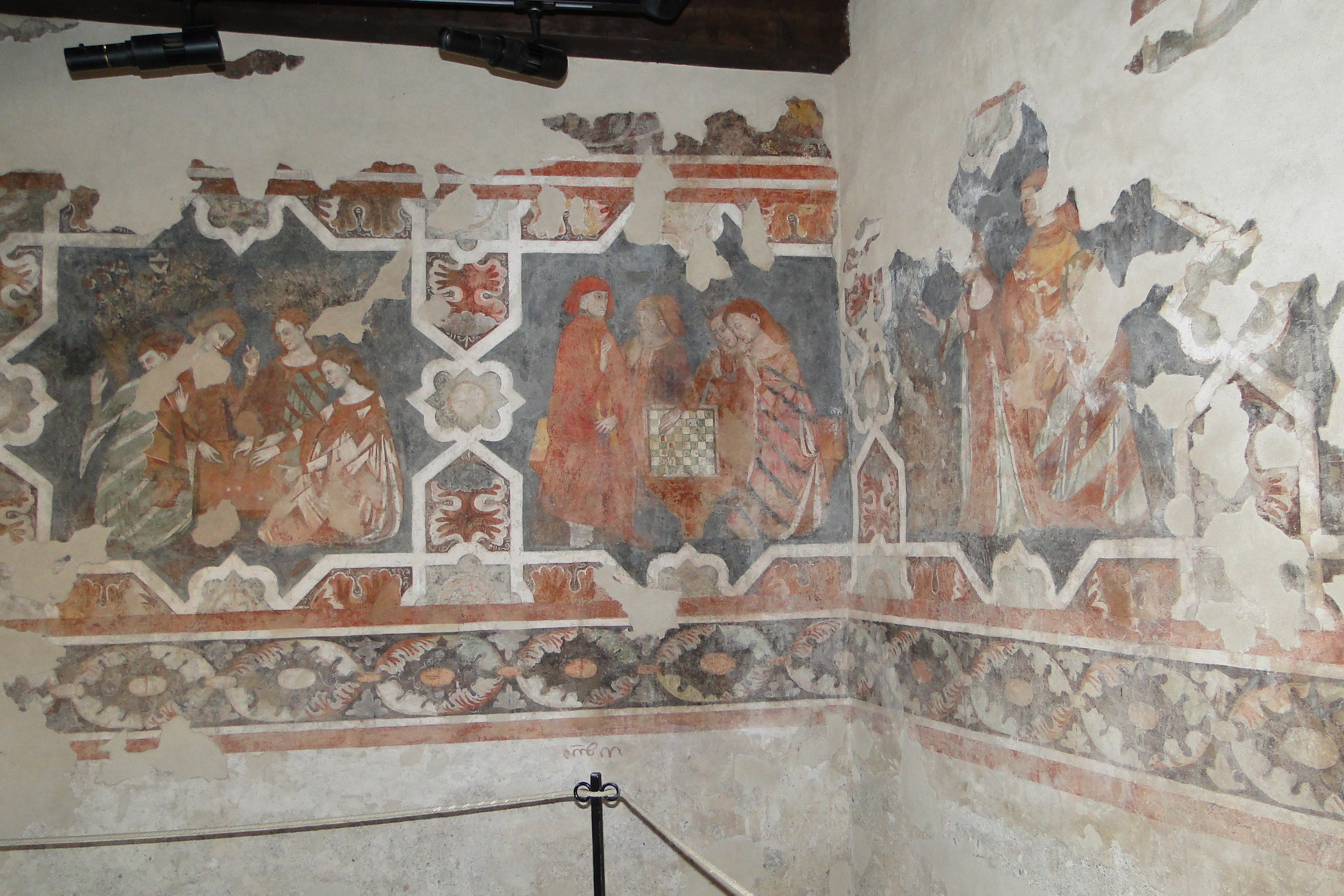
Dame che giocano a dadi
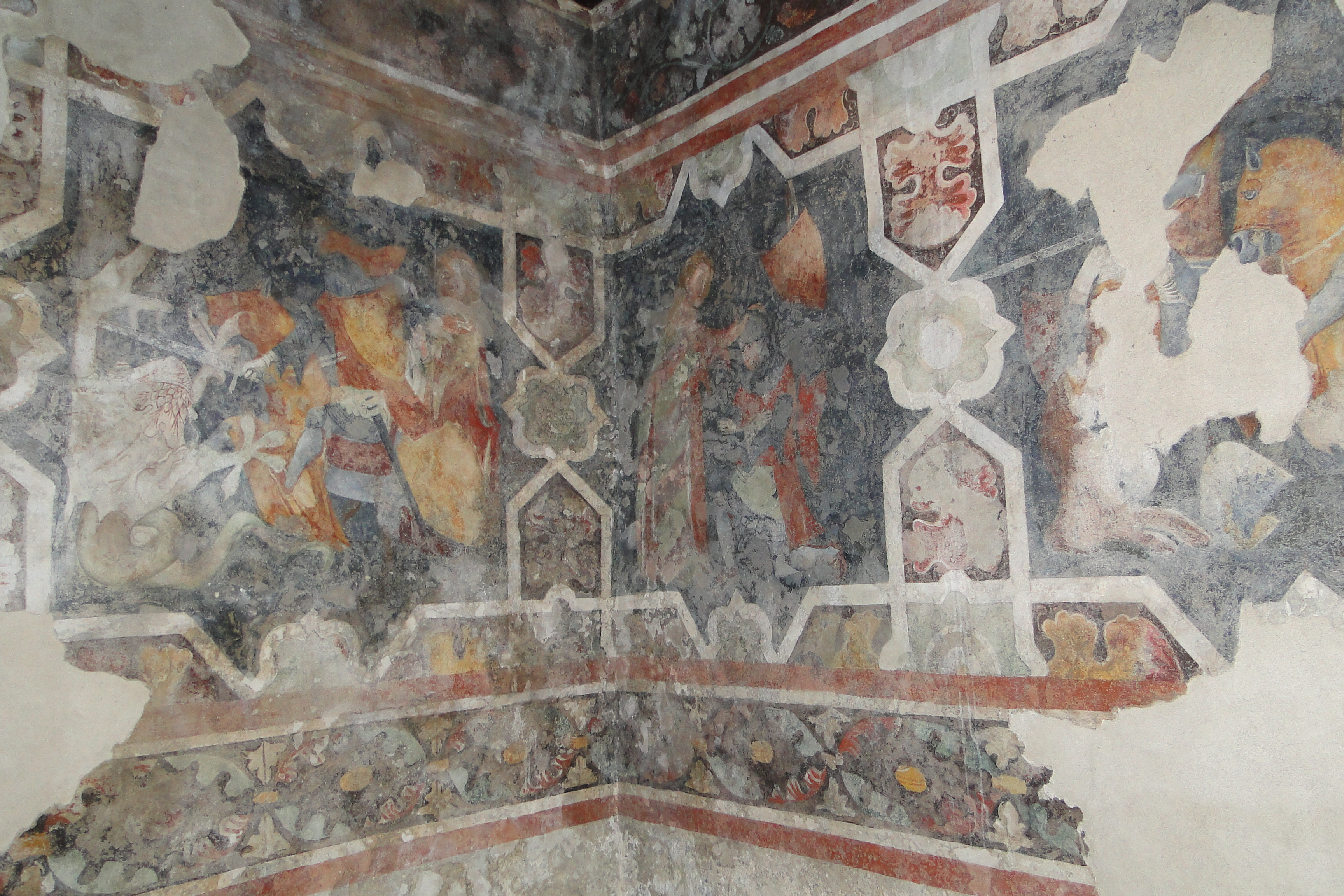
Cavaliere che uccide il drago (sinistra) e investitura di cavaliere (destra)
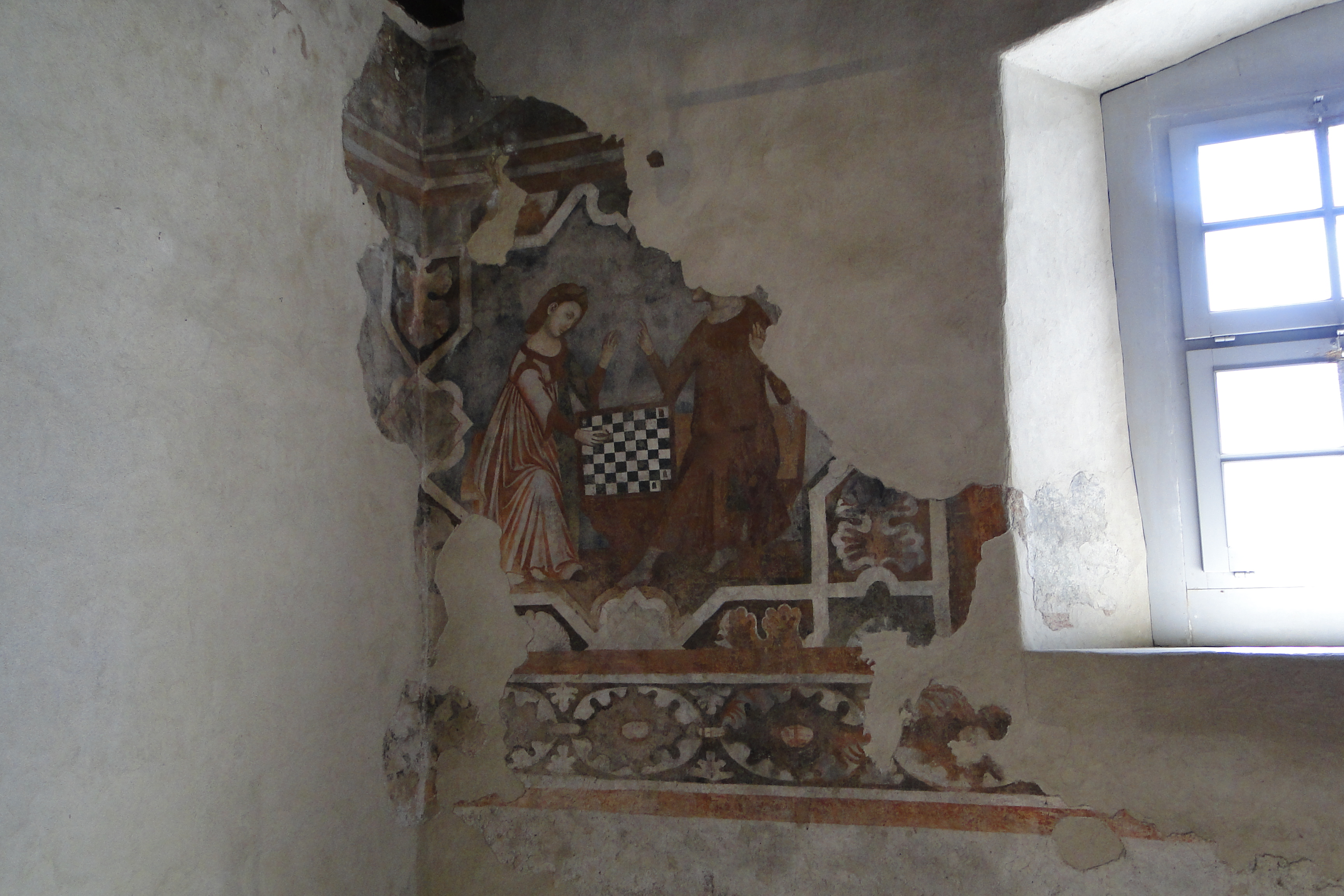
Dame che giocano a scacchi

## Galleria d'immagini

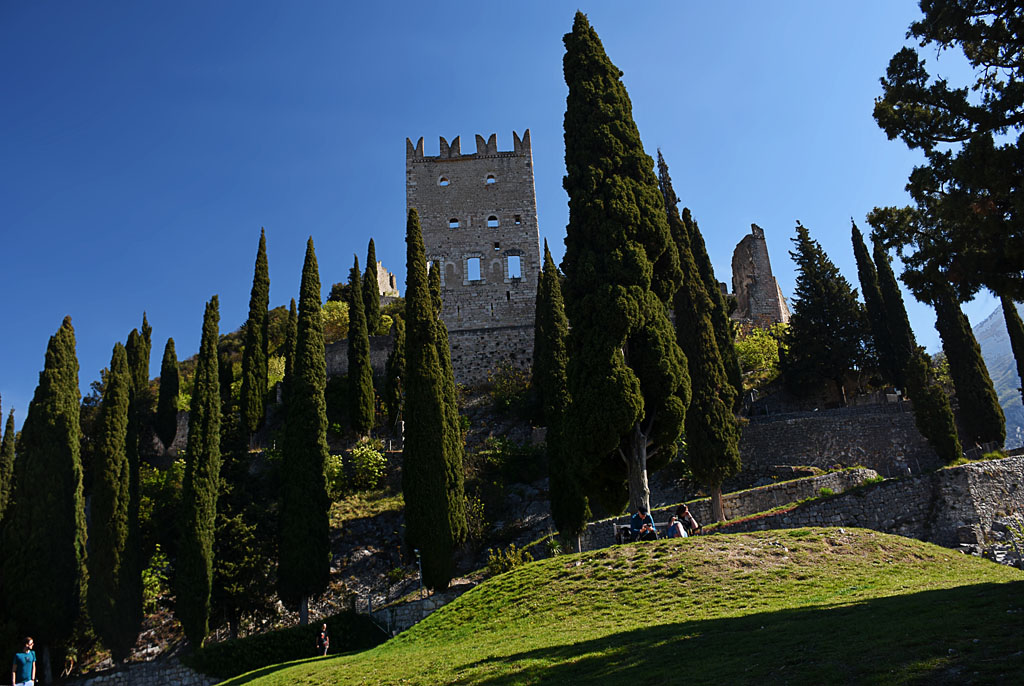
Castello di Arco
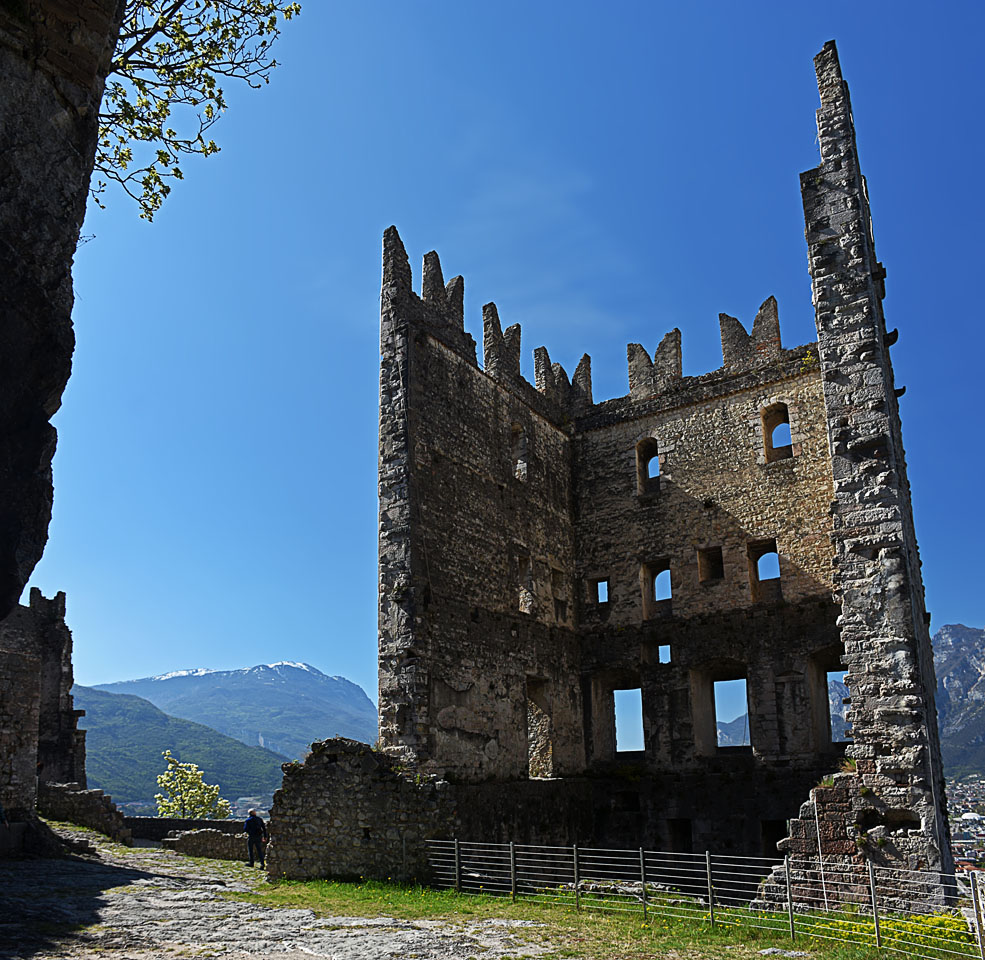
Torre Grande
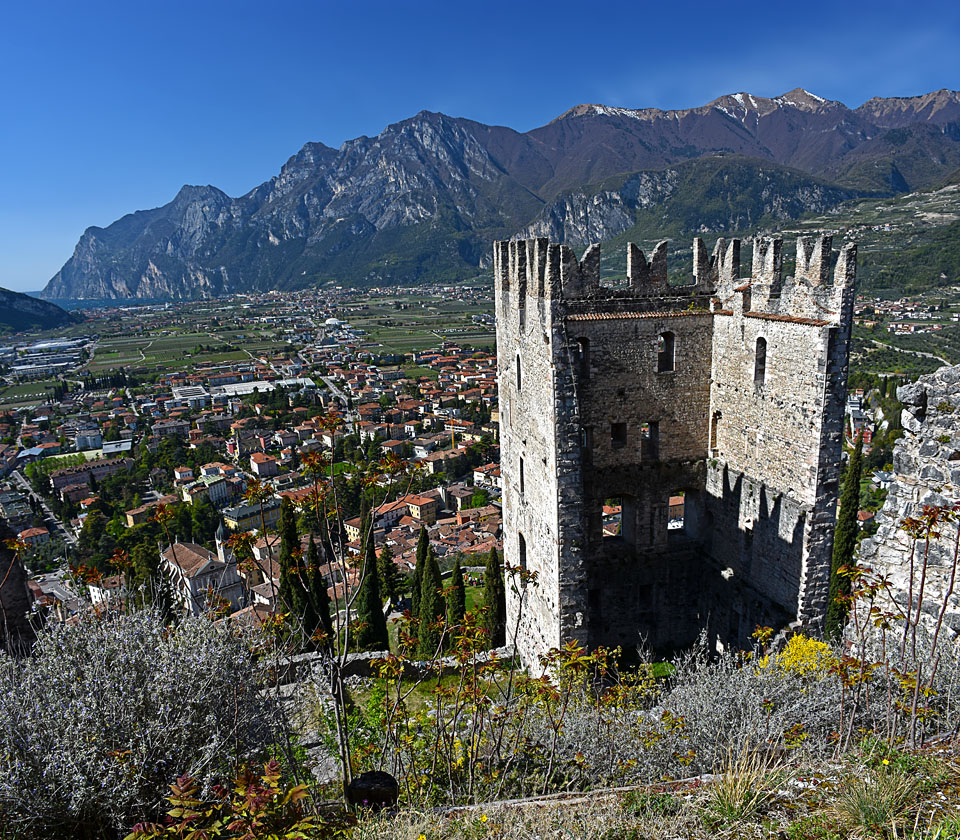
Torre Grande
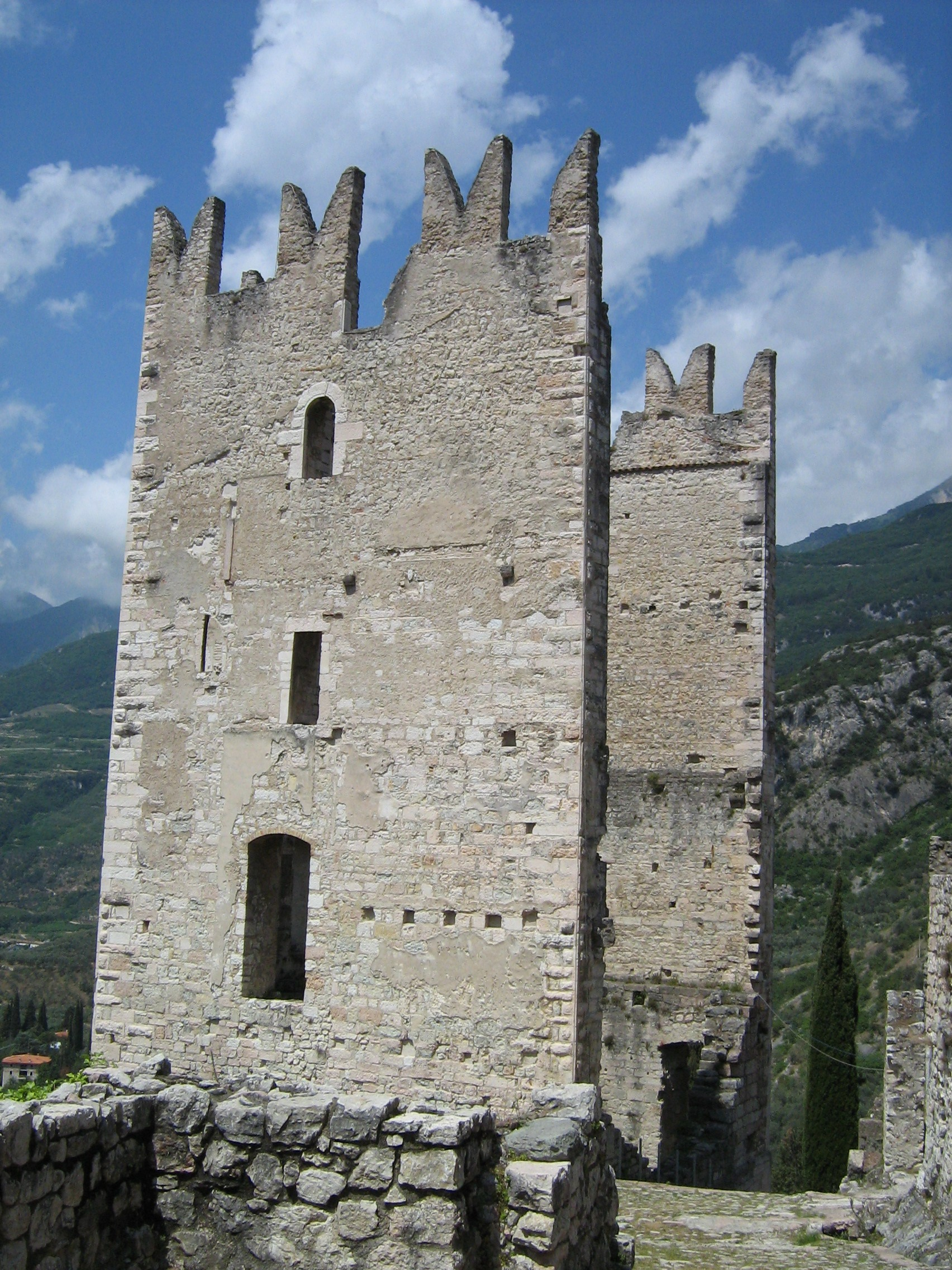
Torre Grande vista lateralmente
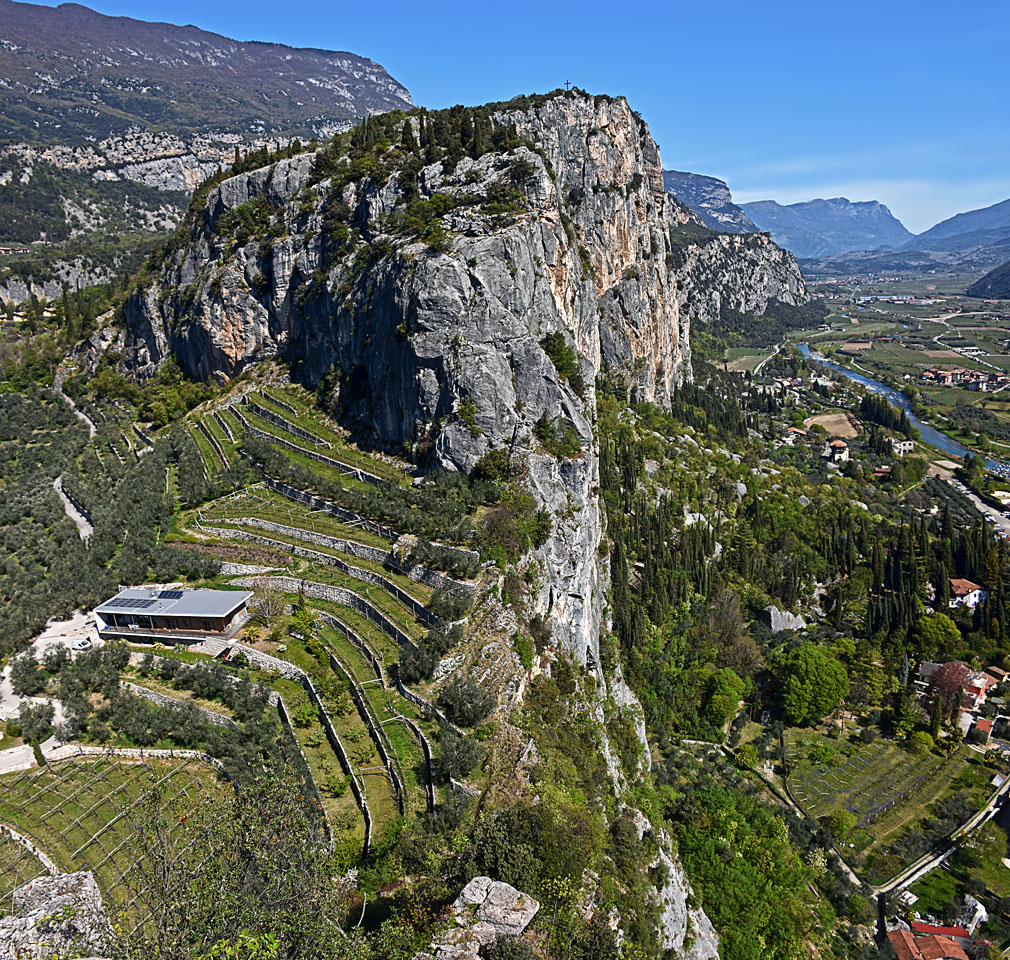
La vista dalla Torre di Guardia